# Самолёт летит в Россию
«Самолёт летит в Россию» — комедийный боевик режиссёра Алексея Капилевича, снятый в России в 1994 году. Сценарий  пародирует штампы боевиков и приключенческих фильмов.

## Сюжет
Трое мужчин по разным причинам попадают без билетов на самолёт до Новосибирска. Один — зануда-номенклатурщик («господин директор»), второй — студент-актёр Сергей, а третий — деревенский тракторист, добродушный здоровяк Ваня. В этом же самолёте летят пять террористов, которые во время взлёта захватывают судно и требуют лететь в Швецию, угрожая, что самолёт заминирован и, в случае задержки или преждевременной посадки, будет взорван. Затем террористы берут троих безбилетников заложниками и, выпрыгнув вместе с ними из захваченного самолёта, угоняют другой, грузовой самолёт, во время полёта которого происходит нештатная ситуация — отказывает один из двигателей. Один из бандитов прыгает, по ошибке надев рюкзак одного из заложников, в панике, перепутав его с парашютом Оставшиеся бандиты для облегчения самолёта начинают выкидывать лишний груз. Заложников заталкивают в контейнер и спихивают за борт. На их счастье контейнер снабжён грузовым парашютом и мягко приземляется в пустынной гористой местности где-то в Азии.
Герои выбираются из контейнера и знакомятся поближе. Они добираются до городка в некой южной стране с мафиозно-полицейским режимом, где население говорит на неизвестном им языке. В городе таинственных приезжих принимают за членов местной могущественной преступной группировки «Гайцы-Газазат», чем герои, не зная значения слова, с удовольствием и пользуются. Вскоре в кафе, где их почётно принимают, за данью являются члены этой самой ОПГ. Затем кафе окружают полицейские, и начинается перестрелка. Героям удаётся спастись, но двоих из них хватают полицейские и допрашивают, выбивая признание, что они и есть «Гайцы-Газазат». Сергею удаётся сбежать, но за ним также идёт погоня.
На допросе полицейский даёт пощёчину Ване, тот приходит в ярость и громит участок. «Директор» в суматохе также сбегает. По случайности у участка на угнанной машине оказывается и Сергей, после чего герои выбираются в город. По их следам бегут полиция и простые граждане. На бегу герои натыкаются на встречу настоящих «Гайцы-Газазат» с курьерами, передававшими крупный бриллиант, и случайно срывают их сделку. Бандиты тоже начинают преследовать беглецов.
Герои пытаются спрятаться от погони в ящике на грузовике. Бандиты, заметив это, цепляют ящик вертолётом и везут на свою базу. Во время перелёта троица ругается и толкается, из-за чего хлипкий ящик разваливается, а герои попадают в открытое море. Их подбирает американская подводная лодка, экипаж которой явно сотрудничает с «Гайцы-Газазат». Героям удаётся выдать себя за «своих», и они попадают на бандитскую базу, где происходит перевалка нелегальных грузов, наркотиков и даже секс-работорговля. Неожиданно им представляется редкий шанс выбраться домой — на базу приземляется самолёт. Однако они плохо маскируются, и за ними начинается слежка. 
Всем троим приходится обороняться от местных и собираться снова в группу. Герои совместно с восставшими рабынями громят базу, но замеченный прежде самолёт улетает. Однако на той же базе обнаруживается тот самый самолёт, на котором героев в начале фильма увезли из России, и его пленные пилоты. Герои той же хитростью, что и бандиты в начале фильма, захватывают этот самолёт и объявляют, что самолёт летит в Россию. Пилоты с удовольствием соглашаются.

## В ролях
- Андрей Анкудинов — Сергей
- Сергей Лосев — директор
- Сергей Паршин — Ваня
- Людмила Денисенкова — кондукторша
- Генрих Ронкин — нервный пассажир
- Виктор Соловьёв — главарь банды террористов
- Олег Комаров — террорист, отобравший у директора ботинки и выпрыгнувший с рюкзаком Ивана
- Сергей Рыкусов — усатый террорист
- Николай Сулимовский — террорист
- Леонид Платонов — самый младший террорист
- Вероника Козоровицкая — стюардесса
- Георгий Кондратьев — пилот самолёта
- Владимир Хотиненко — капитан подводной лодки
- Игорь Головин — матрос-«голубой»

## Язык местных жителей
По сюжету предполагается, что это какой-то из иранских языков. Язык придуман специально для фильма:
- Каба́та — уважительное обращение, господин
- Банге́ра — парень
- Зи́зо — местная валюта, деньги
- Фуса́р — убивать, стрелять
- Хо, кыз, кыз-ну́с, ру — один, два, два с половиной, три
- Ну́га — отрицание, не/нет, не надо!
- Шумри́ло — много
- Доу — где
- Юм — ты, вы
- Жи — это
- Вуд — что
- Яса — кто
- Рум — все, всё, вся
- Керу́н — говорить
- Вуд керун? — что говорите?
- Хероц музи́р — приятного аппетита
- Гуда́й — подать, принести, взять
- Доу юм жи гудай? — Где ты это взял?
- Гудай цайлот! — Снять (забрать) наручники!
- Барду́м — иди
- Шомге́н! — за мной!
- Дэ́ра, дэ́ро — признавайся
- Геру́м — а не то (что-либо сделаю)
- Бурзага́н — имя бриллианта
- Гайцы́-газаза́т — местная бандитская группировка
- Ажа́р! — либо «жаль», либо «зря», либо «отпираетесь» (от вины) — применяется разочарованным следователем
- Свило́га, балю́на, люзга́р, шара́м — ругательства
- Панга́та — полиция
- Сай жабо́н — руки вверх!
- Лапла́т — быстро
- Чара́мба юма́р! — чёрт тебя побери!
- Рум тугуда́й — Всё (всех) взял(и) (в некоторых источниках ошибочно переводится как «всё в порядке», что вряд ли возможно, так как «гудай» — явно глагол)
- Мучеча́нту! — Угощайтесь!
- Рузай — пожалуйста
- Шибо — мука (в эпизоде с поварами была фраза «Гудай рум шибо» — «принеси всю муку»).